# TCDD DE20000 sorozat
A TCDD DE20000 sorozat  egy török Co'Co' tengelyelrendezésű dízel-villamos mozdony sorozat. Ez volt a TCDD első dízel-villamos mozdonysorozata. Összesen 5 db-ot gyártott belőle 1957 és 1958 között a GE Transportation Systems.